# Baron Davis
Baron Walter Louis Davis, ou simplesmente Baron Davis (nascido em 13 de abril de 1979) é um ex-jogador de basquete profissional norte-americano e atualmente analista de estúdio da NBA on TNT. Foi duas vezes selecionado para o NBA All-Star Game, integrou o terceiro time ideal da NBA (All-NBA Third Team) em 2004 e liderou a liga em roubos de bola em duas temporadas. Foi escolhido na terceira posição geral do Draft da NBA de 1999 pelo Charlotte Hornets. Também atuou na NBA defendendo o New Orleans Hornets, Golden State Warriors, Los Angeles Clippers, Cleveland Cavaliers e New York Knicks. No basquete universitário, jogou pelos UCLA Bruins, recebendo honrarias de All-American antes de se tornar profissional após seu segundo ano. Davis foi destaque no basquete colegial enquanto estudava na Crossroads School. Ele detém o recorde de maior média de roubos de bola por jogo nos playoffs da história da NBA, com 2,28 roubos em média ao longo de 50 partidas.

## Carreira
Davis estudou na Universidade UCLA e foi a terceira escolha do Draft da NBA de 1999, selecionado pelo Charlotte Hornets. 

## Estatísticas

### Temporada regular
| Ano      | Equipe        | PJ  | PT  | MPP  | %TC  | %3P  | %TL  | RPP | APP | ROB | TPP | PPP  |
| -------- | ------------- | --- | --- | ---- | ---- | ---- | ---- | --- | --- | --- | --- | ---- |
| 1999–00  | Charlotte     | 82  | 0   | 18.6 | .420 | .225 | .634 | 2.0 | 3.8 | 1.2 | .2  | 5.9  |
| 2000–01  | Charlotte     | 82  | 82  | 38.9 | .427 | .310 | .677 | 5.0 | 7.3 | 2.1 | .4  | 13.8 |
| 2001–02  | Charlotte     | 82  | 82  | 40.5 | .417 | .356 | .580 | 4.3 | 8.5 | 2.1 | .6  | 18.1 |
| 2002–03  | New Orleans   | 50  | 47  | 37.8 | .416 | .350 | .710 | 3.7 | 6.4 | 1.8 | .4  | 17.1 |
| 2003–04  | New Orleans   | 67  | 66  | 40.1 | .395 | .321 | .673 | 4.3 | 7.5 | 2.4 | .4  | 22.9 |
| 2004–05  | New Orleans   | 18  | 13  | 32.9 | .366 | .321 | .771 | 3.7 | 7.2 | 1.7 | .2  | 18.9 |
| 2004–05  | Golden State  | 28  | 19  | 35.3 | .401 | .341 | .755 | 3.9 | 8.3 | 1.8 | .4  | 19.5 |
| 2005–06  | Golden State  | 54  | 48  | 36.5 | .389 | .315 | .675 | 4.4 | 8.9 | 1.6 | .3  | 17.9 |
| 2006–07  | Golden State  | 63  | 62  | 35.3 | .439 | .304 | .745 | 4.4 | 8.1 | 2.1 | .5  | 20.1 |
| 2007–08  | Golden State  | 82  | 82  | 39.0 | .426 | .330 | .750 | 4.7 | 7.6 | 2.3 | .5  | 21.8 |
| 2008–09  | L.A. Clippers | 65  | 60  | 34.6 | .370 | .302 | .757 | 3.7 | 7.7 | 1.7 | .5  | 14.9 |
| 2009–10  | L.A. Clippers | 75  | 73  | 33.6 | .406 | .277 | .821 | 3.5 | 8.0 | 1.7 | .6  | 15.3 |
| 2010–11  | L.A. Clippers | 43  | 35  | 29.5 | .416 | .296 | .760 | 2.8 | 7.0 | 1.4 | .5  | 12.8 |
| 2010–11  | Cleveland     | 15  | 9   | 25.3 | .421 | .414 | .815 | 2.4 | 6.1 | 1.1 | .4  | 13.9 |
| 2011–12  | New York      | 29  | 14  | 20.5 | .370 | .306 | .667 | 1.9 | 4.7 | 1.2 | .1  | 6.1  |
| Total    |               | 835 | 692 | 34.2 | .409 | .320 | .711 | 3.8 | 7.2 | 1.8 | .4  | 16.1 |
| All-Star |               | 2   | 0   | 14.5 | .286 | .111 | .000 | .5  | 6.0 | .5  | .0  | 4.5  |

### Playoffs
| Ano   | Equipe       | PJ | PT | MPP  | %TC  | %3P  | %TL   | RPP | APP | ROB | TPP | PPP  |
| ----- | ------------ | -- | -- | ---- | ---- | ---- | ----- | --- | --- | --- | --- | ---- |
| 2000  | Charlotte    | 4  | 0  | 14.3 | .435 | .167 | .500  | 1.5 | 1.5 | 1.0 | .0  | 5.8  |
| 2001  | Charlotte    | 10 | 10 | 39.7 | .480 | .400 | .714  | 4.4 | 5.8 | 2.8 | .5  | 17.8 |
| 2002  | Charlotte    | 9  | 9  | 44.6 | .378 | .339 | .597  | 7.0 | 7.9 | 3.6 | .6  | 22.6 |
| 2003  | New Orleans  | 5  | 5  | 38.8 | .446 | .343 | .727  | 3.6 | 8.4 | 1.4 | .4  | 20.4 |
| 2004  | New Orleans  | 7  | 7  | 37.1 | .377 | .327 | .758  | 4.1 | 7.0 | 1.6 | .7  | 18.1 |
| 2007  | Golden State | 11 | 11 | 40.5 | .513 | .373 | .770  | 4.5 | 6.5 | 2.9 | .6  | 25.3 |
| 2012  | New York     | 4  | 4  | 24.3 | .478 | .286 | 1.000 | .8  | 3.3 | .0  | .0  | 7.8  |
| Total |              | 50 | 46 | 37.0 | .442 | .350 | .709  | 4.3 | 6.2 | 2.3 | .5  | 18.8 |